# Athyrium tashiroi
Athyrium tashiroi là một loài dương xỉ trong họ Athyriaceae. Loài này được Tagawa mô tả khoa học đầu tiên năm 1933.
Danh pháp khoa học của loài này chưa được làm sáng tỏ. 